# Discografia di María Isabel

## Album in studio
| Anno | Informazioni | Chart | Chart | Chart | Vendite e certificazioni |
| Anno | Informazioni | SPA   | GER   | TUR   | Vendite e certificazioni |
| ---- | --- | ----- | ----- | ----- | ------------------------ |
| 2004 | ¡No me toques las palmas que me conozco! - Primo Album - Uscito: 2 novembre 2004 - Etichetta: Vale Music - Formato: CD                           | 1     | 16    | 23    | ES: 4× Platino           |
| 2005 | Número 2 - Secondo Album - Uscito: 2 ottobre 2005 - Etichetta: Vale Music - Formato: CD                                                          | 1     | -     | -     | ES: Platino              |
| 2006 | Capricornio - Terzo Album - Uscito: 21 novembre 2006 - Etichetta: Vale Music - Formato: CD                                                       | 11    | -     | -     | ES: Oro                  |
| 2007 | Ángeles S.A. - Quarto Album - Uscito: 27 novembre 2007 - Etichetta: Universal Music - Formato: CD                                                | 7     | -     | -     | ES: Platino              |
| 2009 | Los Lunnis con María Isabel - Soundtrack con nuove canzoni di María Isabel - Uscito: 10 novembre 2009 - Etichetta: Universal Music - Formato: CD | 68    | -     | -     |                          |
| 2015 | Yo Decido - Uscito: 27 novembre 2015 - Etichetta: Nueva Generación de Artistas - Formato: CD, Download digitale                                  | -     | -     | -     |                          |

## Singoli
| Anno | Titolo Del Singolo                       | Chart | Chart | Chart | Chart | Chart | Chart | Chart | Chart |            |
| Anno | Titolo Del Singolo                       | SPA   | GER   | FRA   | TUR   | PT    | BEL   | CH    | IT    | Solo Promo |
| ---- | ---------------------------------------- | ----- | ----- | ----- | ----- | ----- | ----- | ----- | ----- | ---------- |
| 2004 | Antes muerta que sencilla                | 1     | 1     | 6     | 1     | 1     | 36    | 8     | 1     | -          |
| 2004 | ¡No me toques las palmas que me conozco! | 2     | -     | -     | -     | -     | -     | -     | 2     | -          |
| 2005 | Mira Nina                                | -     | -     | -     | -     | -     | -     | -     | 40    | -          |
| 2005 | Mi Limusin                               | -     | -     | -     | -     | -     | -     | -     | 50    | -          |
| 2005 | Pues Va A Ser Que No                     | 1     | -     | -     | -     | -     | -     | -     | 10    | -          |
| 2006 | Quièn Da La Vez                          | 6     | -     | -     | -     | -     | -     | -     | 5     | -          |
| 2006 | En Mi Jardin (Hope Has Wings)            | 6     | -     | -     | -     | -     | X     | -     | 6     | -          |
| 2006 | La Maleta Del Abuelo                     | -     | -     | -     | -     | -     | -     | -     | 15    | -          |
| 2006 | Super Guay                               | -     | -     | -     | -     | -     | -     | -     | 100   | -          |
| 2007 | De Qué Vas                               | 5     | -     | -     | -     | -     | -     | -     | 1     | -          |
| 2008 | Mis Ojos Caramelo                        | -     | -     | -     | -     | -     | -     | -     | 8     | -          |
| 2008 | Angelitos Buenos                         | -     | -     | -     | -     | -     | -     | -     | 2     | -          |
| 2008 | Cuando No Estás                          |       | -     | -     | -     | -     | -     | X     | 1     | -          |
| 2008 | En Este Estante                          | -     | -     | -     | -     | -     | -     | -     | 20    | -          |
| 2009 | El Mundo A Reves                         | -     | -     | -     | -     | -     | -     | -     | 1     | -          |
| 2009 | Toc Toc (Shop Shop)                      | -     | -     | -     | -     | -     | -     | -     | 5     | -          |
| 2009 | Cosquillitas                             | 63    | -     | -     | -     | -     | -     | X     | 60    | -          |
| 2015 | La vida sólo es una                      | -     | -     | -     | -     | -     | -     | -     | -     | -          |
| 2019 | Tu Mirada                                | -     | -     | -     | -     | -     | -     | -     | -     | -          |
| 2019 | Flamenkita                               | -     | -     | -     | -     | -     | -     | -     | -     | -          |
| 2020 | Esa Carita con Juan Magán                | -     | -     | -     | -     | -     | -     | -     | -     | -          |